# Windows RT
Ne doit pas être confondu avec Windows Runtime.
Windows RT est un système d'exploitation dérivé de Windows 8 et commercialisé par Microsoft à partir d'octobre 2012 pour les appareils ARM, comme certaines tablettes tactiles.
Le sigle RT n'a pas de signification officielle mais fait généralement référence à Runtime.
Contrairement à d'autres systèmes d'exploitation Windows, il ne peut qu'exécuter les applications ayant été certifiées par Microsoft et placées dans le magasin de Windows Store mais ne permet pas de télécharger des applications tierces. Windows RT n'est disponible qu'en version OEM, c'est-à-dire pré-installé sur des appareils spécifiquement prévus pour cela. Il est donc commercialisé par Microsoft directement auprès des fabricants d'appareils, et non comme un produit autonome pour les consommateurs.
En janvier 2015, après l'épuisement de son stock sur le Microsoft Store en ligne, Microsoft a confirmé qu'elle avait arrêté la production du Surface 2 (le dernier des appareils Windows RT) pour se concentrer sur les produits Surface Pro.
Depuis le 10 janvier 2023, le support de Windows RT a cessé et le support technique ainsi que le déploiement de correctifs ne sont plus disponibles.

## Histoire

### Ce qui était prévu
Au Consumer Electronics Show de 2011, Microsoft annonce que la prochaine version de Windows à sortir prendrait en charge les systèmes sur une puce basés sur l'architecture ARM et présente une version préliminaire, portant le nom de code Windows on ARM (WoA). 
Il est prévu que ce Windows inclue des applications Microsoft telles que Microsoft Office Word, Excel, PowerPoint et OneNote 2013 RT, et Internet Explorer 9.

### Développement
Microsoft impose un contrôle drastique aux fabricants lors du développement des appareils Windows RT : la conception se fait en coopération avec la compagnie, et des règles strictes sont édictées pour la fabrication, allant des spécifications matérielles au choix des composants. De plus, les trois fabricants de puces ARM n'ont pas été autorisés à collaborer avec plus de deux constructeurs de PC. Qualcomm s'est associé à Samsung et HP, Nvidia avec Asus et Lenovo, et Texas Instruments avec Toshiba. Parallèlement, Microsoft a conclu un partenariat avec Nvidia pour produire la Surface, le premier appareil tournant sous Windows à être vendu directement par Microsoft.
Durant la phase de développement ont lieu quelques défections : Toshiba & Texas Instruments annoncent les premiers qu'ils abandonnent la conception, suivi par HP, qui est remplacé par Dell comme partenaire de Qualcomm.

### Commercialisation
La commercialisation de Windows RT débute le 26 octobre 2012, en même temps que Windows 8. Deux appareils sont mis en vente le même jour sous ce système d'exploitation : la Microsoft Surface, et l'Asus RT VivoTab. Ils seront suivi par trois autres (Dell, Lenovo et Samsung) deux mois après.
Des mises à jour ont lieu très régulièrement, corrigeant les nombreux bugs rencontrés par les premiers appareils. Les ventes ne seront pas à la hauteur des fabricants, qui de plus digèrent mal d'être concurrencés par la Surface. Acer, qui avait prévu initialement de sortir un appareil Windows RT en parallèle de sa gamme Windows 8, puis qui avait choisi de prendre le temps d'observer les ventes avant de se lancer, abandonne son projet.  
Windows RT 8.1, première évolution majeure du système, est disponible le 17 octobre 2013 sur le Windows Store, en même temps que Windows 8.1. Cependant, elle a dû être suspendue quelques jours par Microsoft le 21 octobre 2013 à cause de problèmes de mise à jour.

### Arrêt des évolutions
En mars 2015, Microsoft annonce que Windows RT ne bénéficiera plus de mises à jour autres que cosmétiques, et qu'aucun fabricant ne proposera ce système d'exploitation désormais.  

## Configuration matérielle requise
Microsoft a publié la configuration matérielle minimale requise pour les nouvelles tablettes et machines hybrides conçues pour Windows RT.[réf. nécessaire]
- Boutons matériels : doit avoir cinq boutons matériels : 'Power', 'verrouillage de rotation', 'Touche Windows', 'Volume+' et 'Volume-', avec la touche Windows d'au moins 10,5 mm de diamètre.
- Cinq points : Microsoft exige que les PC Windows 8 supportent un minimum de cinq points de contact.
- Haut débit mobile : Si un dispositif de haut débit mobile est intégré dans un système de tablette ou convertible, un dispositif GPS est requis
- Affichage : la définition minimale native est de 1 366 × 768 et 32-bits. Les dimensions physiques de l'écran doivent correspondre au format de la définition native. La définition native de l'écran peut être supérieure à 1 366 (horizontalement) et 768 (verticalement).
- NFC : les appareils doivent supporter la technologie NFC et posséder des repères visuels pour aider les utilisateurs à localiser et à utiliser la technologie de proximité.
- La combinaison de touches Ctrl+Alt+Suppr devient touche Windows + Alim.
- Stockage : un espace libre d'au moins 10 Go, une fois l'installation terminée.
- Graphique : Direct3D 10 avec le driver WDDM 1.2
- Caméra : une résolution minimale de 1 280 × 720
- Capteur de lumière ambiante : 1 000 à 30 000 lux avec une plage dynamique de 5-60 klux.
- Accéléromètre : trois axes avec un débit de données supérieur ou égal à 50 Hz
- Magnétomètre et gyroscope
- USB 2.0 : au moins un contrôleur
- Réseau : WLAN et Bluetooth 4.0 + LE (basse énergie)
- Système firmware : UEFI
- Haut-parleur et un microphone intégré

## Applications
Windows RT inclut des applications Modern UI telles que :
- Courrier
- Contact
- Messages (supprimé dans la version RT 8.1)
- Photos
- OneDrive
- XBOX Music
- XBOX Video
- Skype
- Internet Explorer 11
- Bing Santé & forme
- Aide + conseils de Windows
- Enregistreur Windows
- Scanner Windows
- Calculatrice Windows
- Alarmes Windows
- Lecteur de PDF

Il inclut également des applications bureau, à savoir :
- La suite Microsoft Office Famille et Étudiant 2013 RT Preview[2], incluant : Microsoft Word 2013 RT Preview ; Microsoft Excel 2013 RT Preview ; Microsoft PowerPoint 2013 RT Preview ; Microsoft OneNote 2013 RT Preview
- Internet Explorer 10
- Windows Defender
- Pare-Feu Windows
- Windows Update

Windows RT ne permet pas l'installation de logiciels non-Microsoft sur le bureau Windows.
Il permet en revanche l'installation d'applications par le biais du Windows Store (applications validées par Microsoft).

## Appareils
La première vague de tablettes commercialisée sous Windows RT comprend : 
- Microsoft Surface (Sortie le 26 octobre 2012)
- Asus RT VivoTab (annoncée le 29 août 2012, sortie le 26 octobre 2012)
- Samsung ATIV Tab (annoncée le 29 août 2012, sortie en décembre 2012)
- Dell XPS 10 (annoncée le 30 août 2012, sortie en décembre 2012)
- Lenovo IdeaPad Yoga 11 (annoncée le 9 octobre 2012, sortie en décembre 2012)

Lors de la mise à jour vers Windows RT 8.1, seuls deux appareils sont commercialisés, la tablette Nokia Lumia 2520 (annoncée le 22 octobre 2013) et la Microsoft Surface 2.

## Contournements
Quelques mois après sa sortie, début 2013, des solutions de contournement de la politique mise en place pour Windows RT sont apparues.
Ainsi on pourra citer :
- un contournement permettant de lancer des applications non signées par Microsoft (non présentes sur le Windows Store). Toutefois cela ne signifie pas que tous les exécutables pour Windows peuvent être installés, seules les applications compilées pour un processeur ARM peuvent l'être[10],[11],[12].
- un contournement dont l'optique est de transposer les instructions pour processeur X86 en instructions pour processeur ARM. Cela offre la possibilité d’exécuter certaines applications, destinées à une architecture X86 sans intervention sur l’exécutable (re compilation par exemple)[13].